# Фрингс, Торстен
То́рстен Фрингс (нем. Torsten Frings; 22 ноября 1976, Вюрзелен, Северный Рейн-Вестфалия, ФРГ) — немецкий футболист, играл на позиции опорного полузащитника.

## Карьера игрока
Торстен тренировался в молодёжном составе клуба «Алемания» с 1990 по 1993 гг. В 1994 подписал свой первый профессиональный контракт на 3,5 года, с возможностью продления ещё на 1 год. Первый сезон для него сложился удачно, он показывал отменную игру и стал полноценным лидером.

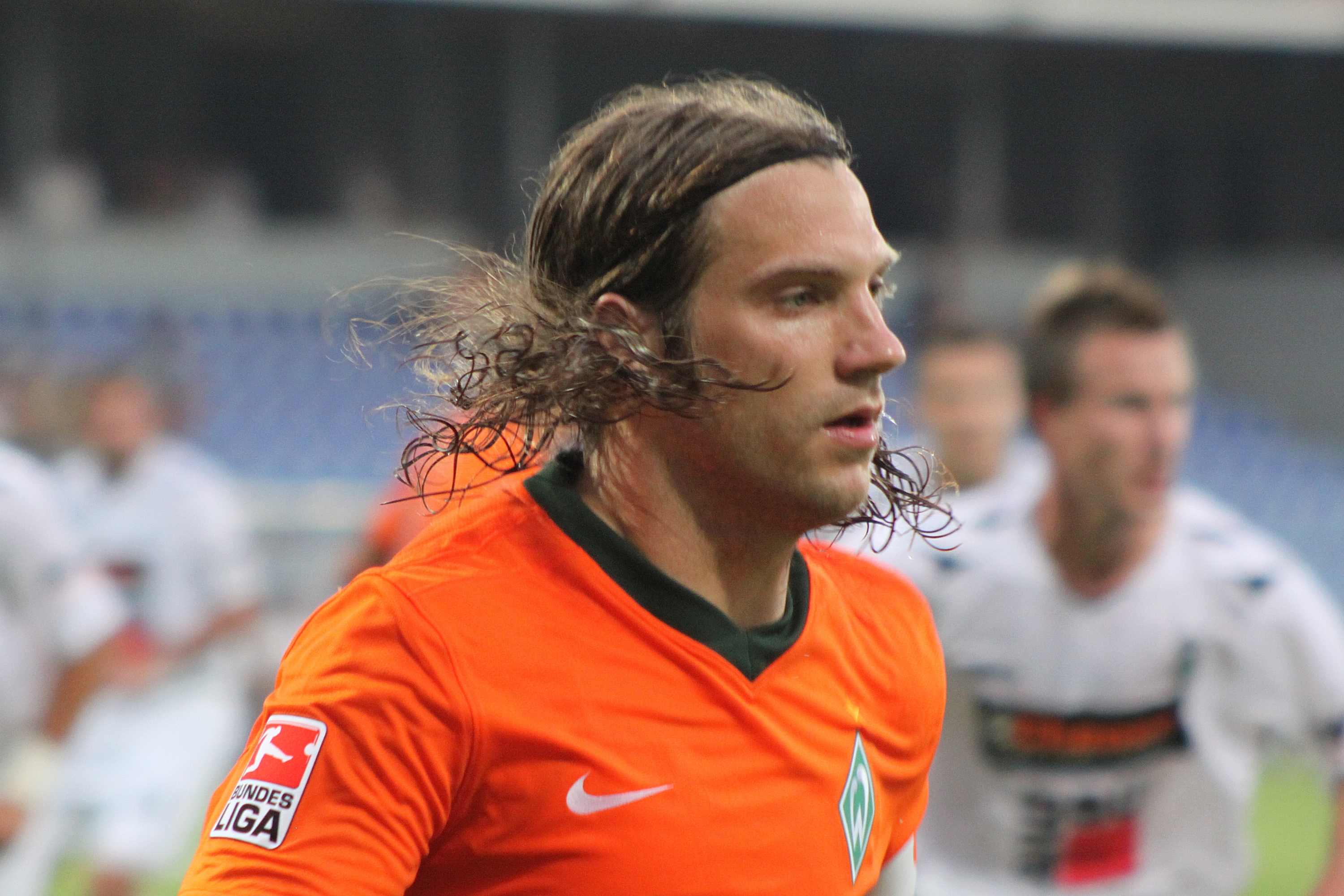
Фрингс в составе «Вердера»

В 1997 его приметили скауты «Вердера», искавшие талантливого полузащитника, с хорошим видением поля и плотным ударом. В феврале 1997 года было объявлено о подписании 21-летнего полузащитника. Сумма трансфера составила 8 млн евро. В начале сезона его мучили травмы, он не мог показывать стабильную игру. Но со временем начал набирать форму и вскоре стал ведущим хавом. За успешную игру в 2001 получил первый вызов в национальную сборную, а уже в 2002 отправился на чемпионат мира. В официальных встречах за клуб провёл 162 матча, забив 15 голов.
После ЧМ, был куплен «Боруссией» за 15 млн евро. Первый сезон он чаще проводил на скамейке запасных, лишь изредка появляясь на поле. Во втором сезоне он показал отменную игру, проведя 31 матч, забив 9 голов.
В 2004 перешёл в «Баварию». Контракт был подписан на 4,5 года. Карьера у Фрингса не заладилась. Он изредка появлялся на поле в стартовом составе. Проведя в «Баварии» свой худший сезон, был выставлен на трансфер.
В 2005 было объявлено о его возвращении в «Вердер». Сумма трансфера составила 6 млн евро. После возвращения в Бремен Фрингс снова заиграл, но уже в роли опорного полузащитника (в период 1997—2002 играл в роли правого хавбека).
29 июня 2011 года на правах свободного агента подписал контракт с канадским клубом MLS «Торонто».
В феврале 2013 года футболист из-за травм решил закончить карьеру, как признался Фрингс: это решение далось ему нелегко.

## Тренерская карьера
В июне 2013 года Торстен Фрингс вернулся в бременский клуб в качестве тренера, чтобы работать помощником наставника команды, выступающей в региональной лиге Германии.
27 декабря 2016 года Фрингс стал тренером «Дармштадта».

## Стиль игры
Торстен не отличался высокой скоростью, но зато хорошее видение поля, отличный пас, мощный, плотный удар всегда были при нём. Хорошо исполняет штрафные и угловые удары. Первоначально играл в роли атакующего полузащитника, либо правого бровочника. В сборной чаще использовался в роли опорника, так как на его более привычном месте играл Михаэль Баллак.

## Достижения

### Командные
- Чемпион Германии: 2004/05
- Обладатель Кубка Германии (3): 1998/99, 2004/05, 2008/09
- Обладатель Кубка Немецкой лиги (2): 2004, 2006
- Обладатель Суперкубка Германии: 2009
- 2-й и 3-й призёр ЧМ (2002 и 2006 соответственно)
- Серебряный призёр Чемпионата Европы: 2008
- Победитель Первенства Канады: 2012

### Личные
- Символическая сборная Бундеслиги по версии Kicker (4): 2001/02, 2003/04, 2005/06, 2006/07[6][7][8][9]